# Либеречки крај
Либеречки крај (чеш. Liberecký kraj) је један од 13 чешких крајева, највиших подручних самоуправних јединица у Чешкој Републици. Управно седиште краја је град Либерец, а други већи градови на подручју овог краја су Јаблонец на Ниси и Чешка Липа.
Површина краја је 3.163 км², а по процени са почетка 2009. године. Либеречки крај има 427.563 становника.

## Положај
Либеречки крај је смештен у северном делу Чешке и погранични је на северу.
Са других страна њега окружују:
- ка северу: Немачка (Саксонија)
- ка североистоку: Пољска (Војводство Доње Шлеско)
- ка истоку: Краловехрадечки крај
- ка југу: Средњочешки крај
- ка западу: Устечки крај

## Природни услови
Либеречки крај припада јужним делом историјској покрајини Чешкој (Бохемији), док северни делови припадају историјској покрајини Лужици. Крај обухвата махом брдско и планинско подручје у горњем делу слива реке Лужичке Нисе. На североистоку се протежу планине Крконоше, које разграничавају Чешку и Пољску. На југу се протеже Средњочешко побрђе.

## Становништво
По последњој званичној процени са почетка 2009. године. Либеречки крај има 427.563 становника. Последњих година број становника полако расте.

## Подела на округе и важни градови

### Окрузи
Либеречки крај се дели на 4 округа (чеш. Okres):
1. Округ Јаблонец на Ниси - седиште Јаблонец на Ниси,
2. Округ Либерец - седиште Либерец,
3. Округ Семили - седиште Семили,
4. Округ Чешка Липа - седиште Чешка Липа.

### Градови
Већи градови на подручју краја су:
- Либерец - 101.000 становника.
- Јаблонец на Ниси - 45.000 становника.
- Чешка Липа - 38.000 становника.
- Турнов - 14.000 становника.
- Нови Бор - 12.000 становника.

## Додатно погледати
- Чешки крајеви
- Списак градова у Чешкој Републици